# Konstantinos Mitsotakis
Konstantinos Mitsotakis (Grieks: Κωνσταντίνος Μητσοτάκης; in het Nederlands ook Konstantijn Mitsotakis) (Chania (Kreta), 18 oktober 1918 – Athene, 29 mei 2017) was een Grieks politicus. Van 1990 tot 1993 was hij premier van Griekenland.
Mitsotakis kwam uit een politieke familie. Zijn vader en grootvaders waren allen lid van het Griekse parlement. Eleftherios Venizelos, die voor de Tweede Wereldoorlog diverse malen premier van Griekenland was, was zijn grootoom.

## Levensloop
Zelf studeerde Mitsotakis af in economie en rechten aan de Universiteit van Athene. In 1946 werd hij in het Griekse parlement gekozen namens de Liberale Partij. In 1961 ging hij samen met het grootste deel van zijn partij op in Giorgos Papandreous Centrum Unie. In 1965 verliet hij met een groep dissidenten deze partij. Daardoor kwam het kabinet van Papandreou ten val. Vanaf dat moment kon hij rekenen op een blijvende vijandschap tussen hem en Papandreou.
Toen in 1967 het kolonelsregime aan de macht kwam werd hij gearresteerd, maar slaagde erin naar het buitenland te vluchten met behulp van Ihsan Sabri Caglayangil, een latere minister van Buitenlandse Zaken van Turkije. Na de val van het kolonelsregime keerde hij terug. Hij probeerde als onafhankelijke kandidaat gekozen te worden in het parlement, maar dit mislukte. In 1977 richtte hij de Partij van Nieuwe Liberalen op. In 1978 ging deze partij op in Nea Dimokratia (ND) van Konstantinos Karamanlis. Van 1978 tot 1980 diende Mitsotakis als minister van Economische Zaken en van 1980 tot 1981 als minister van Buitenlandse Zaken.
In 1981 verloor ND de verkiezingen van de sociaaldemocratische PASOK van Andreas Papandreou. Daardoor kwam de partij in de oppositie terecht. In 1984 volgde Mitsotakis Evangelos Averoff op als partijleider en werd de tien jaar daarna de voornaamste tegenstander van Papandreou, zoon van.
Door een bankschandaal rond de Bank van Kreta raakte Papandreou in 1989 in opspraak. Mitsotakis wist hem daarom bij de verkiezingen in juni 1989 te verslaan. PASOK verloor 36 zetels, een van de grootste nederlagen van een partij in de moderne geschiedenis van Griekenland. Een paar maanden voor de verkiezingen had de partij echter een wet aangenomen waarin stond dat een partij slechts alleen kan regeren als zij een absolute meerderheid van de stemmen heeft behaald. ND had 'slechts' 44 procent van de stemmen en 145 van de 300 zetels. Mitsotakis slaagde er niet in genoeg steun te verwerven voor een meerderheid en schreef daarom opnieuw verkiezingen uit. Deze won hij ook, maar nogmaals slaagde hij er niet in om een meerderheid in het parlement achter zich te krijgen. Bij nieuwe verkiezingen in april 1990 behaalde hij 150 zetels. Omdat één parlementslid van de partij Democratische Vernieuwing zijn steun toezegde kon Mitsotakis toch een kabinet vormen en aantreden als premier. Hij volgde Xenophon Zolotas op. Dit was een niet-partijgebonden politicus die tijdelijk was aangesteld als premier in november 1989.

## Premier van Griekenland
Als premier stimuleerde Mitsotakis de privatisering van veel staatsbedrijven. Op buitenlands gebied heropende hij de gesprekken voor de vestiging van Amerikaanse legerbasissen op Griekse bodem en probeerde hij het vertrouwen van Griekenlands meest belangrijke economische en politieke partners terug te winnen. In juni 1990 was hij de eerste premier in 26 jaar die de Verenigde Staten weer bezocht. Ook steunde hij pogingen tot een nieuwe dialoog met Turkije.
Papandreou was intussen vrijgesproken van aanklachten rond het bankschandaal en was leider van de oppositie in het parlement. Hij verweet Mitsotakis een te slap optreden in het naamdispuut rondom de voormalige Joegoslavische republiek Macedonië en ten opzichte van Cyprus. Ten opzichte van de Verenigde Staten was hij weer te pro-Amerikaans. Ook was er ongenoegen in zijn eigen partij. Het parlementslid Antonis Samaras zegde samen met enkele anderen zijn steun op en verliet Nea Dimokratia. Zij vormden de nieuwe partij Politieke Lente. Daardoor kon Mitsotakis niet meer rekenen op steun van een meerderheid van het parlement en moest daarom nieuwe verkiezingen uitschrijven. Deze werden gewonnen door PASOK. Papandreou kon daarom terugkeren als premier.

## Nadagen
Mitsotakis had nog tot 7 maart 2004 zitting in het parlement. Sinds zijn verkiezingen in 1946 had hij – met tussenpozen – over een periode van 58 jaar deel daarvan uitgemaakt. Zijn dochter Dora Bakoyannis was van 2004 tot 2009 minister van Buitenlandse Zaken en zijn zoon Kyriakos Mitsotakis is tot op heden (2022) Grieks eerste minister.
- Bibliothèque nationale de France: cb14915835j (data)
- Gemeinsame Normdatei: 143106147
- International Standard Name Identifier: 0000 0001 2214 7976
- Library of Congress Control Number: n86119102
- Nationale Bibliotheek van Israël: 987007455276505171
- Système universitaire de documentation: 148342167
- Virtual International Authority File: 121635174
- WorldCat: E39PBJhRMMtDxMH7Pmm9hvkkXd